# 50. ročník udílení Zlatých glóbů
50. ročník udílení Zlatých glóbů probíhal dne 23. ledna 1993 v hotelu Beverly Hilton v Beverly Hills. Nominace byly oznámeny dne 29. prosince 1992.

## Vítězové a nominovaní

### Film
| Nejlepší film (drama) | Nejlepší film (komedie / muzikál) |
| --- | --- |
| Vůně ženy - Hra na pláč - Pár správných chlapů - Rodinné sídlo - Nesmiřitelní | Hráč - Aladin - Čarovný duben - Líbánky v Las Vegas - Sestra v akci |
| Nejlepší herec (drama) | Nejlepší herečka (drama) |
| Al Pacino – Vůně ženy - Tom Cruise – Pár správných chlapů - Robert Downey Jr. – Chaplin - Jack Nicholson – Hoffa - Denzel Washington – Malcolm X | Emma Thompson – Rodinné sídlo - Mary McDonnell – Skutečný život v Belle Reve - Michelle Pfeifferová – Pole lásky - Susan Sarandon – Lék pro Lorenza - Sharon Stone – Základní instinkt |
| Nejlepší herec (komedie / muzikál) | Nejlepší herečka (komedie / muzikál) |
| Tim Robbins – Hráč - Nicolas Cage – Líbánky v Las Vegas - Billy Crystal – Pan Sobota večer - Marcello Mastroianni – Svatba, nebo pohřeb - Tim Robbins – Bob Roberts                                                                                           | Miranda Richardson – Čarovný duben - Geena Davis – Velké vítězství - Whoopi Goldberg – Sestra v akci - Shirley MacLaine – Svatba, nebo pohřeb - Meryl Streep – Smrt jí sluší           |
| Nejlepší herec ve vedlejší roli | Nejlepší herečka ve vedlejší roli |
| Gene Hackman – Nesmiřitelní - Jack Nicholson – Pár správných chlapů - Chris O'Donnell – Vůně ženy - Al Pacino – Konkurenti - David Paymer – Pan Sobota večer                                                                                                  | Joan Plowright – Čarovný duben - Geraldine Chaplin – Chaplin - Judy Davisová – Manželé a manželky - Miranda Richardson – Posedlost - Alfre Woodard – Skutečný život v Belle Reve       |
| Nejlepší režie | Nejlepší scénář |
| Clint Eastwood – Nesmiřitelní - Robert Altman – Hráč - James Ivory – Rodinné sídlo - Robert Redford – Teče tudy řeka - Rob Reiner – Pár správných chlapů | Vůně ženy – Bo Goldman - Pár správných chlapů – Aaron Sorkin - Rodinné sídlo – Ruth Prawer Jhabvala - Hráč – Michael Tolkin - Nesmiřitelní – David Webb Peoples                        |
| Nejlepší filmová píseň | Nejlepší hudba |
| „A Whole New World“ – Peabo Bryson a Regina Belle – Aladin - „Beautiful Maria of My Soul“ – Králové mamba - „Friend Like Me“ – Robin Williams – Aladin - „Prince Ali“ – Robin Williams – Aladin - „This Used to Be My Playground“ – Madonna – Velké vítězství | Aladin – Alan Menken - 1492: Dobytí ráje – Vangelis - Základní instinkt – Jerry Goldsmith - Chaplin – John Barry - Poslední Mohykán – Randy Edelman a Trevor Jones                     |
| Nejlepší cizojazyčný film | |
| Indočína (Francie) - Všechna jitra světa (Francie) - Urga (Rusko) - Jako voda na čokoládu (Mexiko) - Schtonk! (Německo) | |

### Televize
| Nejlepší televizní seriál (drama) | Nejlepší televizní seriál (komedie) |
| --- | --- |
| Zapadákov - Beverly Hills 90210 - Mírová bojiště - I'll Fly Away - Sisters | Roseanne - Brooklyn Bridge - Na zdraví - Městečko Evening Shade - Murphy Brown                                                                                                   |
| Nejlepší herec v seriálu (drama) | Nejlepší herečka v seriálu (drama) |
| Sam Waterston – I'll Fly Away - Jason Priestley – Beverly Hills 90210 - Rob Morrow – Zapadákov - Scott Bakula – Quantum Leap - Mark Harmon – Reasonable Doubts                                           | Regina Taylor – I'll Fly Away - Mariel Hemingway – Civil Wars - Angela Lansburyová – To je vražda, napsala - Marlee Matlin – Reasonable Doubts - Janine Turner – Zapadákov       |
| Nejlepší herec v seriálu (komedie / muzikál) | Nejlepší herečka v seriálu (komedie / muzikál) |
| John Goodman – Roseanne - Tim Allen – Kutil Tim - Ted Danson – Na zdraví - Craig T. Nelson – Coach - Ed O'Neill – Ženatý se závazky - Burt Reynolds – Městečko Evening Shade - Will Smith – Fresh Prince | Roseanne Barr – Roseanne - Kirstie Alleyová – Na zdraví - Candice Bergen – Murphy Brown - Helen Hunt – Jsem do tebe blázen - Katey Sagal – Ženatý se závazky                     |
| Nejlepší minisérie nebo TV film | |
| Sinatra - Citizen Cohn - Klenoty - Slečna Rose Whiteová - Stalin | |
| Nejlepší herec v minisérii nebo TV filmu | Nejlepší herečka v minisérii nebo TV filmu |
| Robert Duvall – Stalin - Anthony Andrews – Klenoty - Philip Casnoff – Sinatra - Jon Voight – Poslední z kmene - James Woods – Citizen Cohn                                                               | Laura Dern – F-16 zabíjí - Drew Barrymoreová – Milenci se zbraní - Katharine Hepburn –Vánoční skrýš - Jessica Lange – O Pioneers! - Kyra Sedgwick – Slečna Rose Whiteová         |
| Nejlepší vedlejší herec v seriálu, minisérii nebo TV filmu | Nejlepší vedlejší herečka v seriálu, minisérii nebo TV filmu |
| Maximilian Schell – Stalin - Jason Alexander – Show Jerryho Seinfelda - John Corbett – Zapadákov - Hume Cronyn – Broadway Bound - Earl Holliman – Delta - Dean Stockwell – Quantum Leap                  | Joan Plowright – Stalin - Olympia Dukakis – Sinatra - Laurie Metcalf – Roseanne - Park Overall – Empty Nest - Amanda Plummer – Slečna Rose Whiteová - Gena Rowlands – Zamilovaná |